# Para USA
A Para USA (ou simplesmente PARA) é uma fabricante de armas de fogo americana, é a sucessora da Para-Ordnance, fundada no Canadá em 1985. Ela se especializou na fabricação de pistolas semiautomáticas estilo M1911 e seus componentes.

## Histórico
A Para-Ordnance foi fundada no Canadá em 1985 por dois amigos de infância, Ted Szabo e Thanos Polyzos. Szabo nasceu na Hungria e sua família fugiu do país quando os soviéticos invadiram durante a Revolução Húngara de 1956. Polyzos nasceu na Grécia e mais tarde emigrou para o Canadá. Em 28 de março de 2007, Ted Szabo morreu aos 60 anos. O primeiro produto da empresa foi uma arma de paintball de plástico, a Model 85 "Dye Marking Tactical Machine Pistol", projetada para fins de treinamento policial e militar.
A Para-Ordnance Mfg Inc. tinha uma fábrica em Markham, Ontário, Canadá. Quando relatado pela última vez, a empresa foi estimada com uma receita anual de mais de 9 milhões de dólares e empregar uma equipe de 60 pessoas. Em janeiro de 2009, foi anunciado que a sede nos EUA da subsidiária da Para-Ordnance nos EUA (a Para USA) seria instalada em Pineville, Carolina do Norte. Eventualmente, a Para Ordnance mudou-se para a Carolina do Norte e tornou-se uma empresa totalmente norte-americana, a Para USA.
Em janeiro de 2012, a Para USA foi adquirida para se tornar parte do Freedom Group, um consórcio de fabricantes de armas de fogo de propriedade da Cerberus Capital Management, uma empresa de investimento de capital privado de Nova York. A Remington é a controladora corporativa imediata da Para USA.
Desde 2007, a Remington Arms fazia parte da Remington Outdoor Company (ROC NYSE), que por sua vez é propriedade da Cerberus Capital Management. O Freedom Group já havia comprado a Marlin Firearms e a DPMS Panther Arms em 2007. A Cerberus combinou a DPMS e outras empresas de armas de fogo com a Remington Arms, com a Bushmaster Firearms International e a Cobb Manufacturing para formar o Freedom Group.
Em 2014, as seis empresas subsidiárias que seriam realocadas e consolidadas na nova unidade de produção não sindicalizada da Remington Arms em Huntsville, Alabama, foram: a Advanced Armament Corp de Lawrenceville, Georgia; a Montana Rifleman de Kalispell, Montana; a TAPCO de Kennesaw, Geórgia; a LAR Manufacturing, West Jordan, Utah; a DPMS Panther Arms de St. Cloud, Minnesota; e a Para USA (Para-Ordnance) de Pineville, Carolina do Norte. A Remington declarou que consolidaria sua produção desses seis locais em Huntsville, a fim de aumentar a eficiência e reduzir os custos de produção e mão de obra.
Em fevereiro de 2015, a Remington Outdoor Company anunciou que a "integração" da Para USA na Remington ocorreria com a mudança da Para USA para a instalação da Remington em Huntville, Alabama em março de 2015. Isso também incluiu a cessação do nome do "Para" como uma marca separada do "Freedom Group".

## Produtos
A Para USA oferece uma ampla gama de produtos para os mercados de aplicação da lei, militar e civil.
A Para-Ordnance foi a criadora de uma pistola estilo M1911 de carregador de alta capacidade. A Para-Ordnance também foi a fabricante da primeira pistola estilo M1911 de ação dupla apenas. A empresa criou uma pistola modelo M1911 de carregador bifilar, além de pistolas com carregadores de pilha simples e dupla nos calibres: .45 ACP, .40 S&W, 9x19mm Parabellum e .38 Super. Para pistolas encontraram uma variedade de usos, incluindo competição, polícias, porte velado e esportes de tiro em geral. A introdução do modelo LDA de "Light Double Action" ("ação dupla leve") permitiu que as agências policiais usassem pistolas do estilo M1911, ao mesmo tempo em que resolvia os problemas de eficiência das pistolas de ação simples.
Em 2009, a Para-Ordnance comprou os direitos do "LR-300" e anunciou sua versão como TTR "Tactical Target Rifle" ("Rifle de Alvo Tático"), que apresentava um sistema de blowback retardado sobre o cano, denominado "DIGS", que diminui o recuo quando comparado com um sistema de gás tradicional. O TTR também realocou o conjunto da mola de recuo sobre o cano e sob o protetor de mão, permitindo que ele tenha uma coronha dobrável verdadeira. A produção cessou em 2011, quando a Para USA saiu do mercado de rifles.

## Galeria

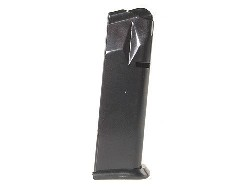
Um carregador P14-45.
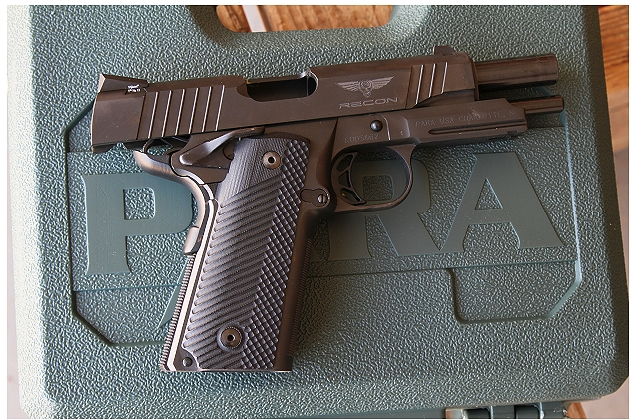
Uma pistola Para USA Recon Commander.
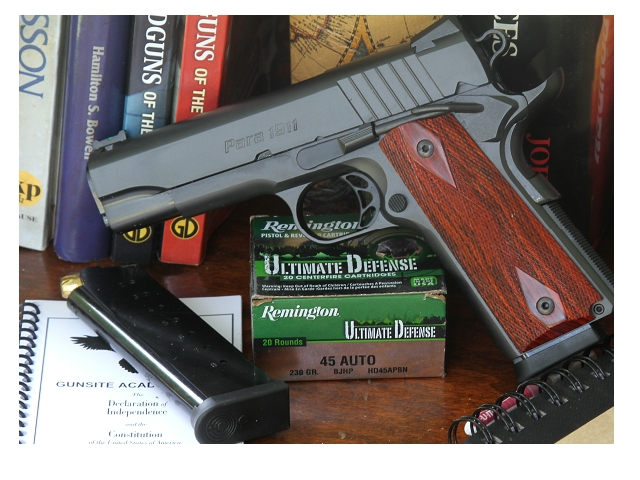
Uma pistola Para USA Elite Commander.